# Plateau suisse
« Mittelland » redirige ici. Pour grande région, voir Espace Mittelland.
Le Plateau suisse, en abrégé le Plateau, aussi appelé le Moyen Pays (en allemand : Schweizer Mittelland) ou le Mittelland, constitue l'un des trois ensembles géographiques de la Suisse avec le Jura et les Alpes,,. Il couvre environ 30 % de la surface du pays. Il comprend tout l'espace entre le Jura et les Alpes, formé partiellement de plaines, mais principalement de collines, et son altitude moyenne varie entre 400 et 600 m. C'est la région la plus peuplée de Suisse et son espace le plus influent pour l'économie et les transports.

## Géographie
Au nord et au nord-ouest, le Plateau suisse est nettement délimité géographiquement et géologiquement par le Jura. Au sud et au sud-est, il n'existe pas de frontière franche avec les Alpes. Habituellement, l'augmentation du relief à des altitudes supérieures à 1 500 mètres (chaux alpine, partiellement molasse subalpine), est pris comme critère de délimitation. Occasionnellement, les régions du Plateau suisse supérieur, en particulier les collines du canton de Fribourg, la région du Napf, les Oberland zurichois et thurgovien, et des parties de la région d'Appenzell sont considérées comme formant les Préalpes suisses. Au sud-ouest, le Plateau suisse est limité par le bassin lémanique et au nord et au nord-est, par le Rhin et le lac de Constance.

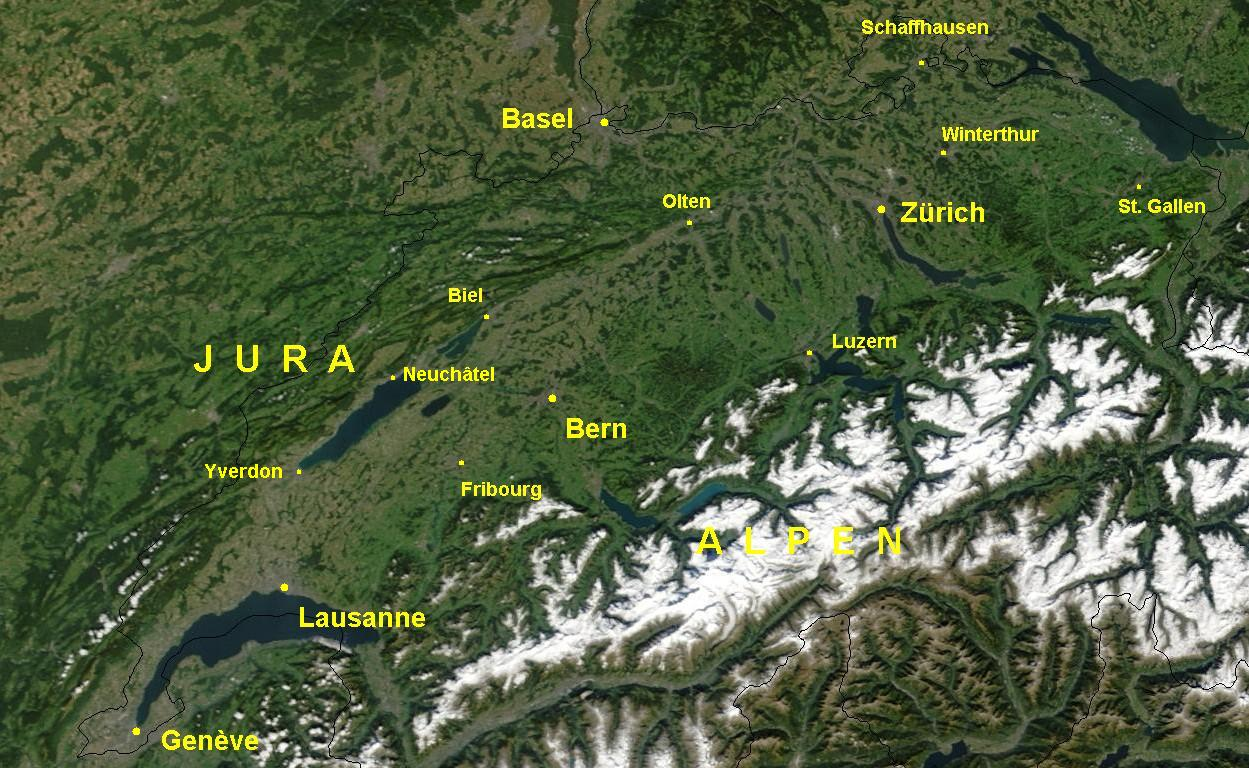
Vue satellite du Plateau suisse.

Géologiquement, le Plateau suisse fait partie d'un grand bassin qui se prolonge au-delà de la frontière du pays : notamment à son extrémité sud-ouest en France dans le Genevois, jusqu'à Chambéry où le Jura et les Alpes finissent par se rencontrer au val de Couz. Au nord, de l'autre côté du lac de Constance, le Plateau se poursuit par la Souabe et le Plateau bavarois, ce dernier étant bordé au sud par les Préalpes bavaroises et au sud-est par les Préalpes orientales septentrionales.
À l'intérieur de la Suisse, le Plateau a une longueur d'environ 300 km, et sa largeur augmente en allant vers le nord : dans la région de Genève, cette largeur est d'environ 30 km, à Berne elle est d'environ 50 km et en Suisse orientale d'environ 70 km.

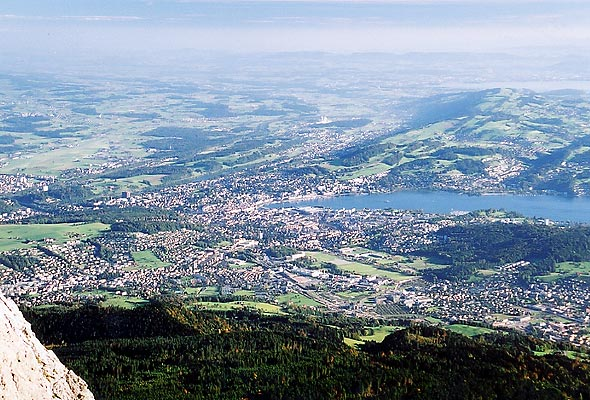
Vue sur le Plateau suisse, prise du mont Pilate près de Lucerne.

De nombreux cantons sont situés sur le Plateau suisse. Les cantons de Zurich, Thurgovie et Genève s'y trouvent en totalité ; les cantons de Lucerne, Argovie, Soleure, Berne, Fribourg et Vaud ont la majeure partie de leur territoire sur le Plateau ; quant aux cantons de Neuchâtel, Zoug, Schwytz, Saint-Gall et de Schaffhouse, seule une faible partie de leur territoire est située sur le Plateau.

Cliché panoramique : le Jura (relief à peine visible à l'arrière-plan à gauche), le Plateau (de la gauche au centre, en plan intermédiaire), les Préalpes bernoises (au centre droit en second plan), l'extrémité sud du lac de Thoune (devant les Alpes bernoises) et les Alpes (sommets enneigés à l'arrière-plan au centre droit), vus depuis les Préalpes fribourgeoises (au premier plan, à droite).

## Géologie
Le Plateau suisse correspond à la partie occidentale et centrale du bassin d'avant-pays nord alpin ou plus précisément décrit comme le bassin molassique suisse. C'est un bassin périphérique des Alpes qui s'est construit par la déformation flexurale de la plaque européenne lors de la collision continentale de l'orogenèse alpine à partir de l'Éocène. Il a ensuite été comblé par du matériel détritique issu de l'érosion des Alpes entre l'Éocène et le Miocène et constituant la molasse.

### Série stratigraphique
Le bassin molassique suisse s'est développé sur la couverture sédimentaire du domaine paléogéographique du Jura dont il reprend l'ensemble des caractéristiques stratigraphiques. La différence avec le massif du Jura réside principalement dans une meilleure préservation des dépôts cénozoïques, plus épais et à la stratigraphie plus complète dans le bassin molassique suisse. Cette différence s'explique de nouveau par la flexure lithosphérique de la plaque européenne qui a permis des taux de subsidence plus élevés au sud.

#### Socle
Le socle cristallin est ainsi constitué de roches d'âge Néoprotérozoïque à Paléozoïque et issues de l'orogenèse hercynienne. Des équivalents actuels peuvent être observés dans le massif des Vosges et de la Forêt-Noire. Le socle est situé à une profondeur comprise entre 2 500 et 3 000 m contre 800 m vers l'est d'après les forages entrepris dans les années 1970 à 1980. De même on constate une plus faible profondeur du socle vers l'est. Cette profondeur augmente davantage lorsque l'on se rapproche du front alpin en raison de la flexure lithosphérique.

#### Mésozoïque
Les couches mésozoïques sont équivalentes à celle observées dans le massif du Jura. C'est une série à dominante calcaire correspondant à des environnements marins relativement peu profonds. Ils correspondent à la partie proximale de la marge européenne de la Téthys alpine. Elles débutent par des dépôts triasiques de milieu continental à littoraux. La série jurassique comprend une séquence liasique marneuse qui évolue rapidement vers des dépôts carbonatés peu profonds incluant des niveaux récifaux à coraux au Jurassique supérieur. Enfin le Crétacé montre de nombreuses fluctuations du niveau marin alternant entre des environnements palustres à relativement profonds. Cette séquence est notamment mise en évidence par le Salève qui émerge au milieu de la molasse.

#### Cénozoïque
Le Cénozoïque marque l'arrivée progressive d'apports détritiques issues de l'érosion des Alpes et correspond à la molasse. Il s'agit d'une couche sédimentaire épaisse qui s'est rapidement accumulée au pied des Alpes au moment de l'élévation de la chaîne montagneuse. L'épaisseur de la molasse augmente de l'ouest vers l'est. Les anciennes rivières alpines ont apporté des dépôts sédimentaires au pied de la montagne, on peut citer par exemple les rivières de la région de Napf, de Hörnli, de Rigi, dans la région de Schwarzenburg et dans la région entre le lac Léman et la Sarine.
Les matériaux érodés ont été naturellement triés par le débit des rivières. Les morceaux les plus volumineux ont été déposés près des Alpes. Au milieu du Plateau on trouve des grès fins, et au pied du Jura de l'argile et la marne.

### Histoire géologique
Pendant le soulèvement orogénique tertiaire, il y a environ 60 à 40 millions d'années, la zone qui forme l'actuelle Suisse était un plateau karstique légèrement incliné vers le sud. Le processus qui a engendré le plissement des Alpes a, par deux fois, provoqué l'immersion de cette zone. Les sédiments sont distingués selon deux provenances : molasse d'eau de mer et molasse d'eau douce, si ces derniers sont constitués de sédiments fluviaux et éoliens.

#### Quaternaire
Le paysage actuel du Plateau suisse a été façonné par les différentes ères glaciaires. Au cours de toutes les glaciations alpines connues (glaciations de Günz, Mindel, Riss et Würm), d'immenses glaciers ont avancé sur le Plateau suisse. Durant les périodes chaudes inter-glaciaires, les glaciers ont reculé parfois plus haut qu'aujourd'hui.
Au cours de ces périodes glaciaires, le glacier du Rhône s'est scindé en deux branches en sortant des Alpes, couvrant l'ensemble de l'ouest du Plateau suisse atteignant les régions actuelles de Soleure et d'Aarau. Dans la région de Berne, il fusionnait avec le glacier de l'Aar (de). Les glaciers de la Reuss (de), de la Limmat et du Rhin se sont parfois avancés jusqu'au Jura. Le relief du Plateau s'est formé par l'érosion mais aussi par le déplacement des glaciers et des moraines (souvent de plusieurs mètres d'épaisseur), ainsi que par le débit des torrents résultant des eaux de fonte des neiges et des glaciers.

## Topographie

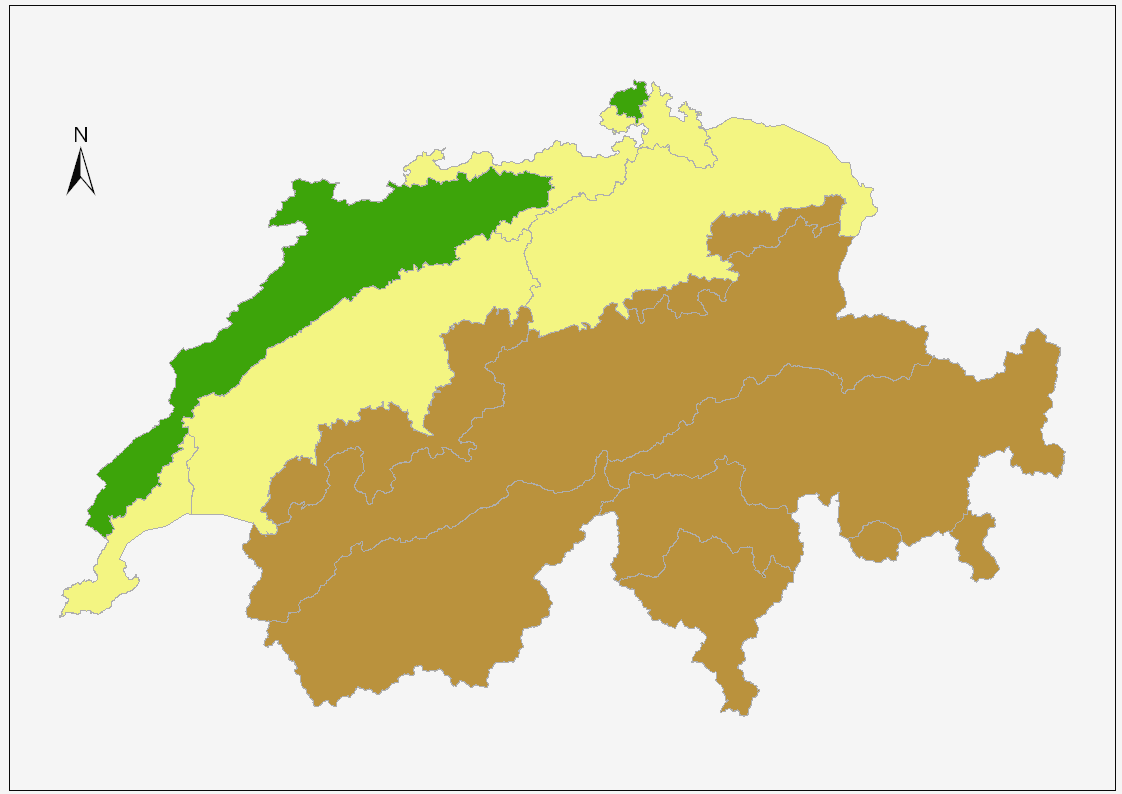
Les trois grandes régions suisses :
Jura
Plateau suisse
Alpes